# Sageretia rugosa
Sageretia rugosa là một loài thực vật có hoa trong họ Táo. Loài này được Hance miêu tả khoa học đầu tiên năm 1878.